# 希芒 (纽约州)
希芒（英語：Chemung）是美国纽约州希芒县的一个镇，地处希芒县东南角，同时位于埃尔迈拉东南。2010年美国人口普查时，该镇有2563人。希芒镇建于1788年，也是该地区最早建立的城镇。其名称来源于希芒河。